# Сулейман ибн Исам
Сулейман ибн Исам — арабский полководец и правитель VIII века, участвовавший в завоеваниях Аббасидского халифата на Кавказе, включая осаду Анокопийской крепости. Его действия сыграли важную роль в расширении арабского влияния в регионе.

## Биография
Сулейман ибн Исам был военачальником в арабской армии в период раннего арабского завоевания Кавказа. Он возглавил ряд успешных военных кампаний на территории Кавказа, стремясь укрепить арабское влияние в этом регионе. Сулейман был частью более широких усилий Арабского халифата по расширению своих границ и укреплению контроля над ключевыми территориями, включая Абхазию, Армению и Кавказ.

## Осада Анокопийской крепости в 788 году

### Контекст
В конце VIII века арабы, стремясь укрепить свои позиции на Кавказе, начали активные военные действия против местных княжеств и укрепленных городов. Одним из ключевых объектов, на который был нацелен арабский полководец Сулейман ибн Исам, стала Анокопийская крепость, расположенная в стратегически важном месте на территории современной Абхазии.
Анокопийская крепость, будучи важным укрепленным пунктом на пути к центральным районам Кавказа, играла значительную роль в обороне Абхазии от арабского вторжения. В то время крепость была под контролем абхазских правителей, и ее захват мог существенно ослабить позиции местных княжеств.

### Ход осады
Сулейман ибн Исам, возглавив арабское войско, осадил Анокопийскую крепость в 788 году. Осада продолжалась несколько месяцев, в ходе которых арабы блокировали крепость, перекрывая все пути снабжения. Защитники крепости, несмотря на свою стойкость, испытывали серьезные трудности с продовольствием и другими ресурсами, что привело к ослаблению их позиций.
В отличие от классических осад, Сулейман использовал тактику постепенного изматывания врага, сосредоточив усилия на блокаде и психологическом давлении на защитников. Это позволило арабам создать условия для того, чтобы крепость сдалась, несмотря на ее хорошую оборону и усилия местных военных.

### Захват крепости
После длительной осады и нехватки продовольствия, защитники крепости были вынуждены сдаться арабским войскам. В результате этого захвата арабы укрепили свои позиции на Кавказе, а Абхазия и соседние территории оказались под угрозой дальнейшего арабского влияния.

### Последствия
Захват Анокопийской крепости был важным стратегическим успехом для Сулеймана ибн Исама и арабского халифата. Это позволило арабам значительно расширить свое влияние на Кавказе, контролируя важный военный и торговый узел. В дальнейшем Сулейман продолжил участвовать в военных кампаниях, направленных на укрепление арабской власти в регионе.

## Военные кампании
После успешной осады и захвата Анокопийской крепости в 788 году, Сулейман ибн Исам продолжал участвовать в военных кампаниях на Кавказе. Он был одним из ключевых командующих в арабской армии, стремящейся укрепить исламское влияние на территории Кавказа. Эти кампании стали важной частью арабской экспансии на территории современных Абхазии, Армении и Грузии.
Сулейман ибн Исам сыграл значительную роль в установлении арабского контроля над важнейшими стратегическими точками региона. Его действия направлялись на укрепление позиций арабов и подавление сопротивления местных правителей, а также на расширение территории халифата в Кавказском регионе.
Одной из важнейших кампаний Сулеймана ибн Исама после захвата Анокопии была борьба за расширение арабского влияния в Абхазии и соседних территориях. После взятия крепости Анокопия, Сулейман продолжил продвижение через Кавказ и укрепление контроля на ключевых стратегических позициях, таких как крепости и торговые маршруты. Хотя точные данные о дальнейших военных действиях Сулеймана ограничены, его победы и участие в завоеваниях Кавказа укрепили арабские позиции в регионе.
Сулейман также принимал участие в кампаниях против местных христианских княжеств, таких как Тифлис (современная Тбилиси), где арабы сталкивались с жестким сопротивлением. Он осуществлял как боевые операции, так и политические маневры, направленные на подчинение местных правителей, укрепление арабской власти и распространение ислама.

## Сулейман ибн Исам и арабская администрация
После успешных военных действий Сулейман ибн Исам сыграл важную роль в укреплении арабского правления на Кавказе. Он помог в установлении арабской администрации в захваченных территориях и организовывал сбор налогов, что способствовало экономическому росту в регионе. Его усилия были направлены на создание устойчивой власти, которая могла бы обеспечить арабский контроль в длительной перспективе.
Однако несмотря на военные успехи, арабское господство в Кавказе оказалось нестабильным, и местные княжества, такие как абхазские и грузинские, продолжали борьбу за независимость. Это привело к многочисленным восстаниям, с которыми арабы сталкивались на протяжении всего своего пребывания в регионе.